# NGC 932
NGC 932 é uma galáxia espiral (Sa) localizada na direcção da constelação de Aries. Possui uma declinação de +20° 19' 59" e uma ascensão recta de 2 horas, 27 minutos e 54,6 segundos.
A galáxia NGC 932 foi descoberta em 29 de Novembro de 1785 por William Herschel.